# Mohammed II al-Faqih
Mohammed II al-Faqih (†1302) was de tweede sultan van de Nasriden-dynastie van het rijk van Granada en heerste van 1273 tot aan zijn dood. Hij was de opvolger van zijn vader Mohammed I ibn Nasr.

## Biografie
Mohammed II zette de politiek van zijn vader voort en probeerde de macht over de zeestraat van Gibraltar te verkrijgen door tegen Castilië te vechten. Omdat zowel het koninkrijk Aragón als de republiek Genua baat hadden bij een vrije doorgang door de Middellandse Zee, steunden deze christelijke machten de islamitische Mohammed. Ook verzette Mohammed II zich tegen de Moorse macht van de Meriniden uit Marokko, die de Nasriden in toom probeerden te houden. Hij werd na zijn dood opgevolgd door zijn zoon Mohammed III.